# Natallja Permjakawa
Natalia Permiakowa (belarussisch: Наталья Львовна Пермякова; * 22. Mai 1970 in Apatity) ist eine frühere belarussische Biathletin.
Natalia Permiakowa lebt in Minsk und startete für SKA Minsk. Nach der Auflösung der Sowjetunion und der Gründung eigener Nationalverbände der Nachfolgestaaten rückte die Sportsoldatin Permiakowa 1992 in den neuen belarussischen Nationalkader auf. Zum Auftakt der Saison 1992/93 gab sie in Pokljuka ihr Debüt im Biathlon-Weltcup, wo sie im Einzel als 13. sofort Punkte gewann und beim folgenden Sprint als Achte erstmals unter die besten zehn lief. Höhepunkt der Saison wurden die Biathlon-Weltmeisterschaften 1993 in Borowetz, bei denen die Belarussin als Startläuferin mit Natalja Sytschowa, Natallja Ryschankowa und Swetlana Paramygina Fünfte wurde. Im Sprint wurde sie 55., im Einzel 15. In derselben Besetzung wie in der Staffel startete sie auch im Mannschaftsrennen und gewann hinter Frankreich die Silbermedaille. Im folgenden Jahr nahm sie an den Olympischen Winterspielen teil und lief auf die Ränge sieben im Einzel, 38 im Sprint und mit Irina Kokuyeva, Ryschankawa und Paramygina den sechsten Platz im Staffelrennen. Bei den Biathlon-Weltmeisterschaften 1994 in Canmore, wo die nichtolympischen Mannschafts-Wettbewerbe ausgetragen wurden, gewann sie mit Ryschankowa, Kokuyeva und Paramygina den Titel.
In der nacholympischen Saison erreichte Permiakowa mit Platz 24 in der Gesamtwertung des Weltcups sein bestes Resultat in dieser Wertung. Beim Saisonhöhepunkt in Antholz, der WM 1995, wurde sie 19. im Einzel und Achte des Sprints sowie mit Natalja Baschinskaja, Ljudmila Arlouskaja und Paramygina Elfte im Staffelrennen. Bei der WM 1996 in Ruhpolding wurde sie 50. des Einzels, 28. des Sprints, mit Ryschenkowa, Swetlana Belan und Paramygina Staffel-Sechste und verpasste mit Arlouskaja, Paramygina und Ryschenkowa als Vierte mit der Mannschaft knapp eine Medaille. Kurz nach der WM erreichte sie in Pokljuka hinter Tetjana Wodopjanowa mit Rang zwei ihre beste Weltcup-Platzierung. Bei der EM 1996 in Ridnaun gewann sie mit Ryschenkowa und Paramygina Staffelbronze. In Osrblie kam Permiakowa bei den Biathlon-Weltmeisterschaften 1997 den 23. Platz im Einzel, Platz 52 im Sprint, wurde mit Ryschenkowa, Belan und Paramygina Achte im Staffelrennen sowie mit Natalia Murschtschakina, Irina Tananaiko und Belan Zehnte im Mannschaftswettkampf. Bei den Sommerbiathlon-Weltmeisterschaften 1997 in Krakau gewann Permiakowa mit Tananaiko, Natalia Moroz und Paramygina den Titel im Staffelrennen. 1998 startete sie erneut bei den Olympischen Spielen und kam im Einzel zum Einsatz, bei dem sie 41. wurde. Erfolgreicher verliefen die Biathlon-Europameisterschaften 1998 in Minsk, wo die Belarussin hinter Nadeschda Talanowa die Silbermedaille im Einzel wie auch im Sprint. Die Sommerbiathlon-Weltmeisterschaften 1999 im heimischen Minsk brachten den Gewinn der Silbermedaille mit Inna Scheschkil, Permijakowa und Tananaiko im Staffelrennen. Letztes Großereignis wurden die Biathlon-Weltmeisterschaften 2000 im Holmenkollen in Oslo. Permiakowa wurde 58. des Einzels und 68. des Sprints. Nach der Saison beendete sie ihre Karriere.

## Biathlon-Weltcup-Platzierungen
Die Tabelle zeigt alle Platzierungen (je nach Austragungsjahr einschließlich Olympische Spiele und Weltmeisterschaften).
- 1.–3. Platz: Anzahl der Podiumsplatzierungen
- Top 10: Anzahl der Platzierungen unter den ersten zehn (einschließlich Podium)
- Punkteränge: Anzahl der Platzierungen innerhalb der Punkteränge (einschließlich Podium und Top 10)
- Starts: Anzahl gelaufener Rennen in der jeweiligen Disziplin
- Staffel: inklusive Mixed- und Single-Mixed-Staffeln

| Platzierung                                    | Einzel | Sprint | Verfolgung | Massenstart | Staffel | Gesamt |
| ---------------------------------------------- | ------ | ------ | ---------- | ----------- | ------- | ------ |
| 1. Platz                                       |        |        |            |             |         |        |
| 2. Platz                                       | 1      |        |            | 1           |         | 2      |
| 3. Platz                                       |        |        |            |             |         |        |
| Top 10                                         | 3      | 2      |            | 4           | 7       | 16     |
| Punkteränge                                    | 13     | 12     |            | 4           | 10      | 39     |
| Starts                                         | 38     | 46     | 8          | 4           | 12      | 108    |
| Stand: Karriereende, Daten wohl nicht Komplett |        |        |            |             |         |        |